# Encarnación (cristianismo)

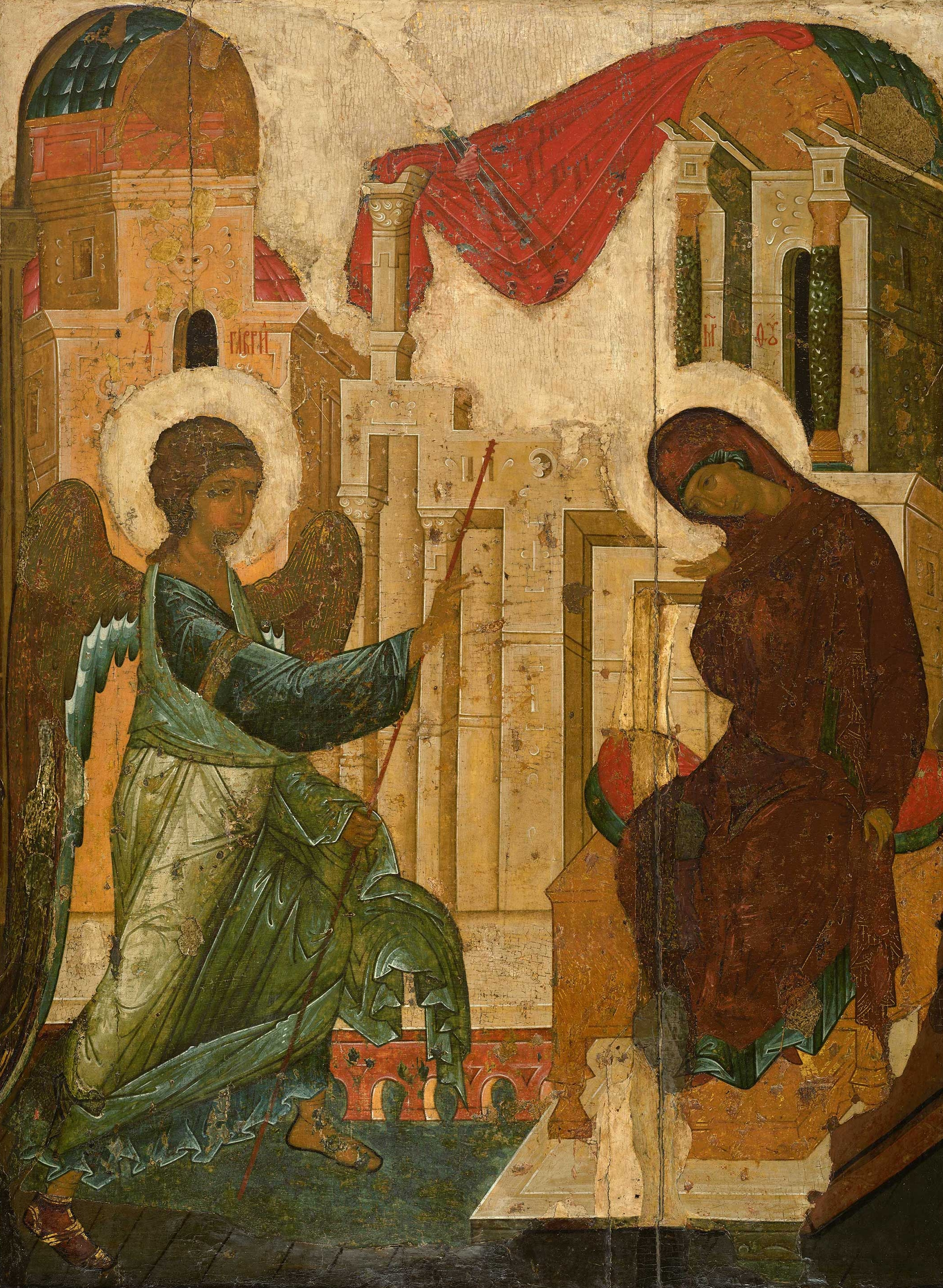
Icono de la Encarnación, de Andréi Rubliov.

Encarnación (del latín incarnatio, de incarnatum, incarnare) es para los cristianos el momento en que el Verbo de Dios como Dios Hijo se encarnó en Jesucristo, por el poder del Espíritu Santo, asumiendo la naturaleza humana en el seno de la Virgen María, en obediencia a Dios Padre para reconciliar a la humanidad perdida por el pecado. 
Según la doctrina cristiana, la única Persona de Jesucristo tiene dos voluntades, dos inteligencias y dos naturalezas: la humana y la divina. El Concilio de Calcedonia convocado en el año 451, en la carta dogmática del papa León I, así, declara que después de la Encarnación, lo que era propio de cada naturaleza y sustancia en Cristo permaneció intacto y ambas se unieron en una sola persona, pero de manera que cada naturaleza actuaba de acuerdo a sus propias cualidades y características.  Jesucristo es verdadero Hijo de Dios y verdadero Hijo de la Santísima Virgen María. Dada la importancia de este hecho la historia se divide en antes y después de Cristo.
Según Tertuliano "el rayo divino, que es el Verbo o el Logos, descendió a una virgen, tomó carne en su seno y nació, hombre y Dios a la vez". San Cirilo de Alejandría, por otra parte, lo explicaba así: "Jesús existió, fue engendrado por el Padre antes de todos los tiempos, y no obstante nació de la carne de una mujer".
El Catecismo de Iglesia católica señala que la Iglesia llama "Encarnación" al hecho de que el Hijo de Dios haya asumido una naturaleza humana para llevar a cabo por ella nuestra salvación, reconociendo que el Hijo de Dios Todopoderoso vino a habitar con los hombres. En un himno tomado de San Pablo (Flp 2, 5-8), la Iglesia canta el misterio de la Encarnación:

Tened entre vosotros los mismos sentimientos que tuvo Cristo: el cual, siendo de condición divina, no retuvo ávidamente el ser igual a Dios, sino que se despojó de sí mismo tomando condición de siervo, haciéndose semejante a los hombres y apareciendo en su porte como hombre; y se humilló a sí mismo, obedeciendo hasta la muerte y muerte de cruz. ; (cf. Liturgia de las Horas, cántico de vísperas del sábado)

La fe en la encarnación del Hijo de Dios es el signo distintivo de la fe cristiana: "Podréis conocer en esto el Espíritu de Dios: todo espíritu que confiesa a Jesucristo, venido en carne, es de Dios" (1 Jn 4, 2). 
Los hermanos polacos del siglo XVII, vieron la encarnación de la palabra como la encarnación del plan de Dios, en un descendiente de Abraham, y no como la encarnación de una persona que existía en el cielo, antes de su nacimiento.